# Markgraf-Ludwig-Wilhelm-von-Baden-Kaserne
Die Markgraf-Ludwig-Wilhelm-von-Baden-Kaserne war eine im Jahre 1961 errichtete Kaserne der Bundeswehr in Achern in Baden-Württemberg.
Im Februar 1968 erfolgte die Umbenennung der Heid-Kaserne in Markgraf-Ludwig-Wilhelm-von-Baden-Kaserne, zum Gedenken an Ludwig Wilhelm von Baden-Baden, genannt der Türkenlouis.

## Geschichte

### Anfänge

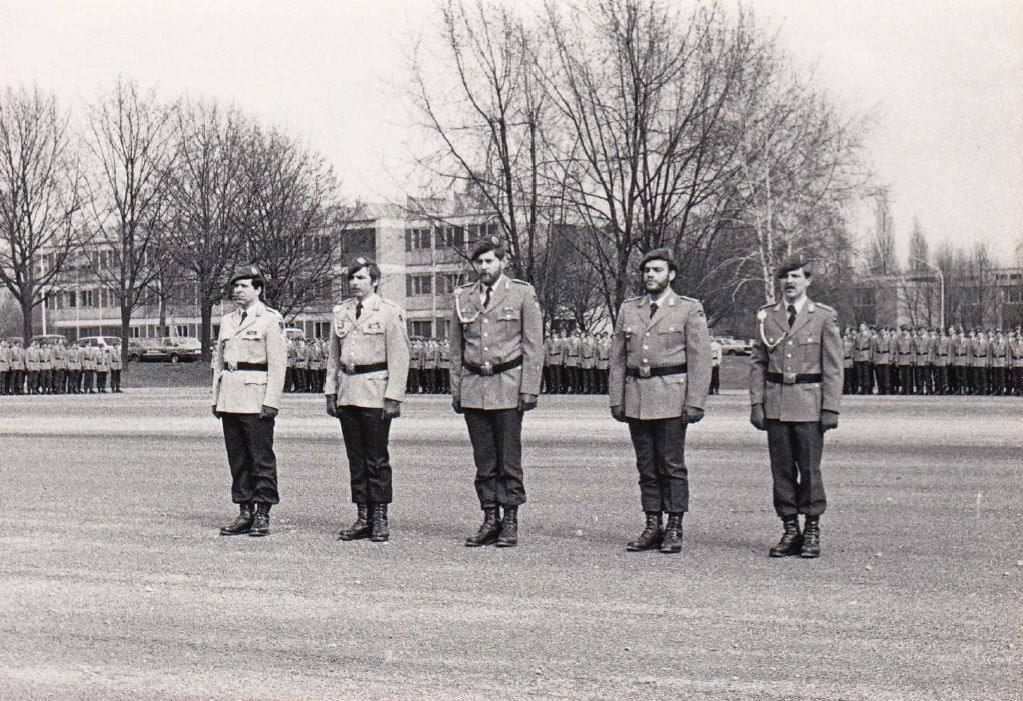
Gelöbnis in Achern ca. 1986

Grundüberlegungen in der Stadt Achern, eine weitere Kaserne zu errichten, gab es schon zur Zeiten der Weimarer Republik. Diese Pläne wurden aber bei Kriegsausbruch 1939 zu den Akten gelegt.
Die Entscheidung in Achern nach dem Krieg eine Bundeswehrkaserne zu errichten, fiel in den 1950er Jahren. 1961 wurde mit dem Bau der Kaserne auf dem Gelände der Acherner Heid begonnen. Am 1. November 1961 traf bereits das Vorauskommando in Achern ein, da die Kaserne zu diesem Zeitpunkt noch nicht Fertiggestellt war, mussten die Soldaten in der nahe gelegenen Illenau bei den Französischen Streitkräften untergebracht und versorgt werden. Anfang 1962 wurde das Vorauskommando stetig verstärkt, um mit dem Aufbau des späteren Transportbataillons zu beginnen. Am 19. Mai 1962 wurde die Kaserne von dem für das Land Baden-Württemberg zuständigen Generalmajor Hellmuth Reinhardt offiziell an den ersten Bataillonskommandeur Konrad Büchner übergeben. Die Feierliche Übergabe der Kaserne fand im Acherner Stadtgarten statt. Anschließend marschierten die Soldaten zu Fuß durch die Stadt in die etwa 2 km entfernte Kaserne. In den folgenden Jahren wurde die Kaserne stetig weiter ausgebaut und modernisiert. Anfängliche Holzbaracken für die Unterkünfte der Soldaten wurden erst Mitte der 1960er Jahre durch feste Unterkünfte gänzlich ersetzt.

### Bundesnachrichtendienst

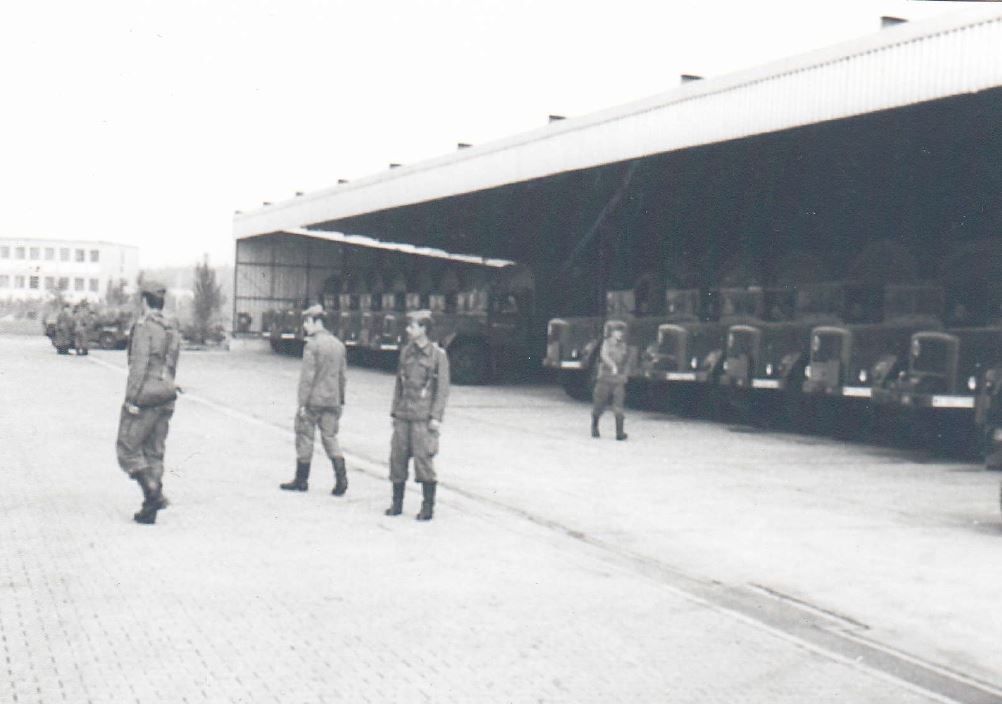
Schleppdächer Trsp.Btl.861 um 1976

Der Bundesnachrichtendienst (BND) plante in den 1970er und 1980er Jahren, im Rahmen seiner Ernstfallvorbereitungen („E-Fall“), die Kaserne als „Kriegszentrale“ bzw. „Ausweichzentrale“ zu nutzen, denn der Dienst rechnete damit, dass die BND-Liegenschaft in Pullach dann Feindangriffen ausgesetzt sein würde. Zunächst sollte die wesentlichen Arbeitsbereiche der jeweiligen Abteilungen des BND dorthin verlegt werden, um die Funktionsfähigkeit aufrechtzuerhalten. Die Kaserne in Achern sollte unter der Legende „Personalreserve Bundeswehr“ geführt werden. Andere Arbeitsbereiche des BND wollte man in Quartiere nahegelegener Ortschaften unterbringen. Für den unmittelbaren Verteidigungsfall war ab den 1970er Jahren eine Weiterverlegung des BND ins westliche Ausland vorgesehen.

### Standortschließung
Das letzte Kapitel in der Geschichte der Kaserne begann mit dem Fall der Berliner Mauer 1989 und damit in der friedlichen Überwindung des Kalten Krieges zwischen NATO und Warschauer Pakt. Dies führte dazu, dass die in Mitteleuropa konzentrierten militärischen Kräfte reduziert werden konnten. Für die Bundeswehr bedeutete dies nach dem Zwei-plus-Vier-Vertrag, die Stärke der Soldaten einschließlich NVA-Kräften der ehemaligen DDR bis Ende 1994 auf 370.000 Soldaten abzubauen. Erste Gerüchte zur Schließung des Standortes kamen Anfang 1991 auf, und am 31. März 1992 war es sicher, als das Bundesministerium der Verteidigung im Vorbefehl die Verlegungen und Auflösungen im Zuge der neuen Heeresstruktur bekanntgab.
Dazu gehörte die Auflösung des Standorts Achern zum 31. Dezember 1993.

### Steuerverschwendung
Nach Bekanntgabe des Stationierungskonzepts des Verteidigungsministers Gerhard Stoltenberg vom Mai 1991, wurde trotz der Auflösung der Acherner Garnison die Truppenküche im November 1991 für 650.000 DM saniert. Dabei sah die Planung des Territorialkommandos Süd vor, dass die Mehrzahl der in Achern stationierten Soldaten bereits im ersten Quartal 1993 abgezogen werden sollten.

### Nachnutzung
Mit der Standortschließung durch die Bundeswehr war die militärische Nutzung der Markgraf-Ludwig-Wilhelm-von-Baden-Kaserne noch nicht zu Ende.
Das Französische Fernmelderegiment 42 (42. Régiment de Transmissions) nutzte die Liegenschaft bis 1999 weiter, bis auch dieser Verband nach Frankreich (Laval) zurückverlegt und 2011 aufgelöst wurde.

## Verbände

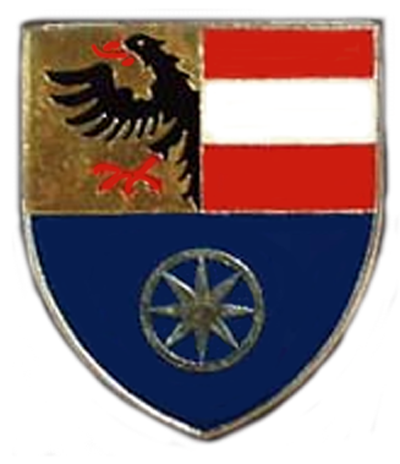
Wappen des Transportbataillon 861

Folgende Verbände befanden sich in der Markgraf-Ludwig-Wilhelm-von-Baden-Kaserne.
- Transportbataillon 82 Sonderwaffen: 1961 bis 1963 (Verlegung nach Günzburg)
- Pipelinepionierbataillon 921:1961 bis 1963 (Verlegung nach Kraillingen)
- Pipelinepionierbataillon 853 (GerEinh) 1981 bis 1994
- Standortkommandantur Achern: August 1962 bis September 1966 (danach Umbenennung in Verteidigungskreiskommando 533)
- Verteidigungskreiskommando 533: 1966 bis März 1974 (Verlegung nach Freiburg)
- Heeresfliegerausbildungskompanie 431: Oktober 1961 bis September 1971
- Sanitätsbereich 53/1 bis 1994
- Zahnarztgruppe 503/3 bis 1994
- Fahrschulgruppe Achern (April 1986 Zusammenlegung der vorhandenen Fahrschulen im Standort Achern) bis 1994
- Schweres Transportbataillon 932 –  November 1961 bis 1972 (danach Umbenennung in Transportbataillon 861)
- Transportbataillon 861 (gekadert) Oktober 1972 bis 1994
- 3./Transportumschlagbataillon 972: November 1961 bis Oktober 1972 (danach Umbenennung in Nachschubbataillon 864),
- Nachschubbataillon 864 (teilaktiv 2./864) Oktober 1972 bis  1994.
- Richtfunktrupp 12 von der 3./FmRgt 12 für die WVS Hornisgrinde bis 1994
- Fernmeldedienstgruppe 516/11 bis 1994
- Fernmelderevisionsdiensttrupp 516/111 bis 1994
- Heimatschutzkompanie 5331 (GerEinh) bis 1994
- Heimatschutzkompanie 5332 (GerEinh) bis 1994
- Sicherungszug 8502 (GerEinh) bis 1994
- Sicherungszug 8503 (GerEinh) bis 1994
- Sicherungszug 8504 (GerEinh) bis 1994
- Sicherungszug NATO-Tanklager KEHL (GerEinh) bis 1994Wappen des Nachschubbataillon 864

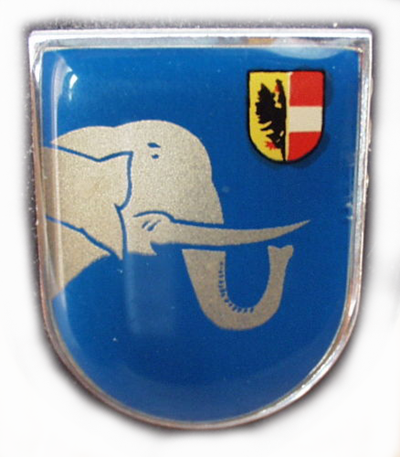
Wappen des Nachschubbataillon 864

## Heutige Nutzung
Anfang der 2000er Jahre wurden die Gebäude samt angrenzender Französische Kaserne abgerissen und zu einem Gewerbegebiet umfunktioniert. Heute befinden sich dort neben dem Duravit-Logistikzentrum.
- J. H. Ziegler GmbH
- Holz und Steinverarbeitenden Gewerbe
- Transport und Logistikunternehmen
- Stadt Archiv Achern
- Städtische Bauhof
- Kleinstgewerbe